# Tequila, Jalisco
Tequila là một đô thị thuộc bang Jalisco, México. Năm 2005, dân số của đô thị này là 38534 người.